# Altair (Schiff, 1916)
Die Altair war ein Kanonenboot („Canonnière“) der Aldébaran-Klasse der französischen Marine.

## Allgemeines
Die spätere Altair wurde im Februar 1916 auf der Werft William Hamilton & Co. im schottischen Glasgow auf Kiel gelegt. Der Stapellauf erfolgte am 9. Juli 1916 und die Indienststellung September 1916.
Die Altair diente zunächst im Mittelmeer, wurde nach dem Ersten Weltkrieg zum Aviso Erster Klasse umklassifiziert und diente bis 1938 in Französisch-Indochina. Sie wurde am 8. März 1939 als letztes Schiff ihrer Klasse außer Dienst gestellt und 1940 abgewrackt.